# Normandia (regió administrativa)
La regió de Normandia és una divisió administrativa de l'estat francès. Situada al nord-oest de França, es va crear a partir de la fusió de les antigues regions d'Alta Normandia i de Baixa Normandia, arran de la reforma territorial del 2014 adoptada el 17 de desembre del 2014, operativa després de les eleccions regionals de desembre 2015, i efectiva des de l'1 de gener de 2016.
La capital administrativa es troba a Ruan i la capital política és a Caen, seu del Consell regional, i s'estén 29.906 km², amb un total de 3.322.756 habitants segons la població municipal de l'1 de gener de 2012.
Reprodueix en gran manera els límits territorials de l'antiga província de Normandia.